# Dysplazja obojczykowo-czaszkowa

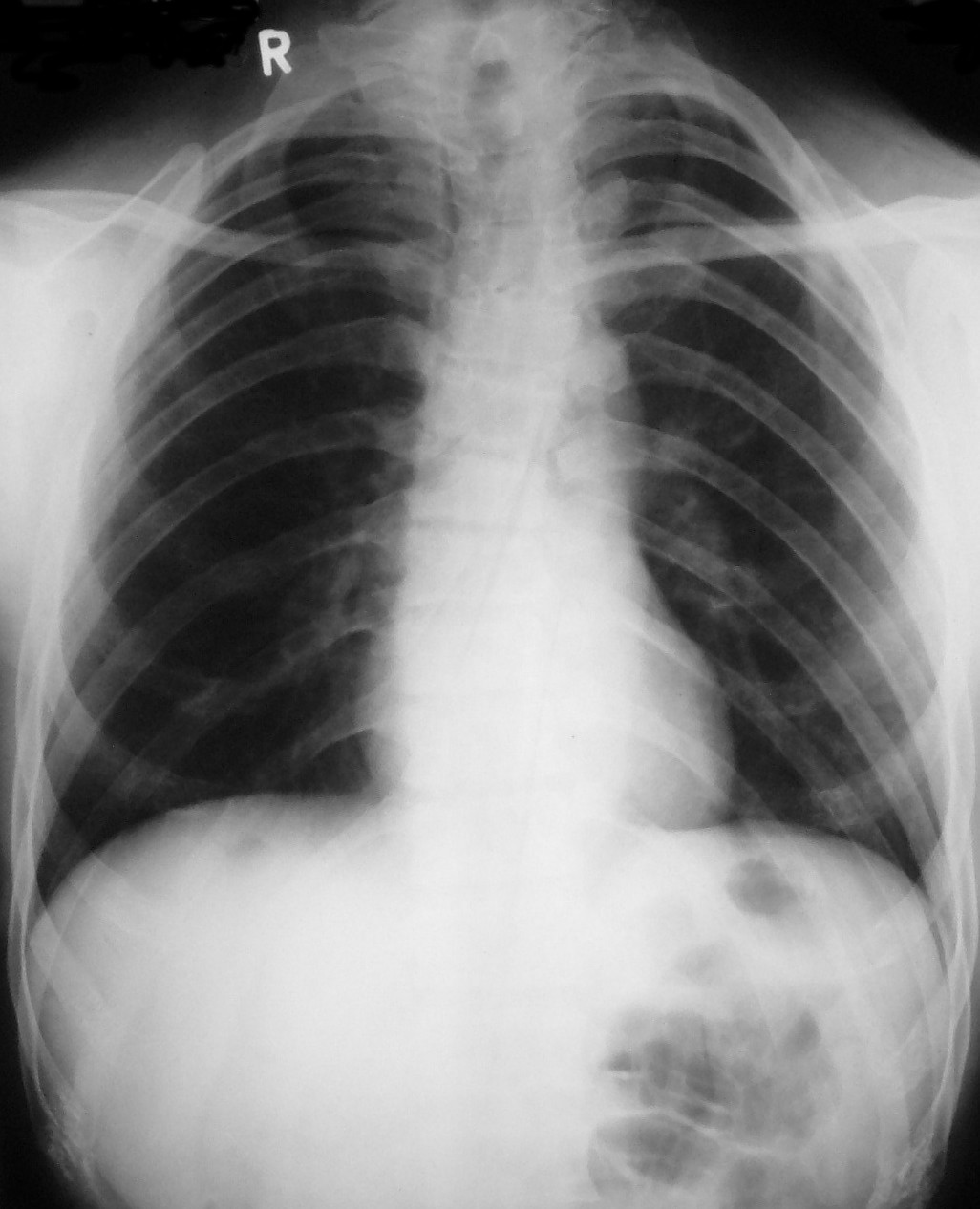
Hipoplazja obojczyków i dzwonowata klatka piersiowa u pacjenta z CDD

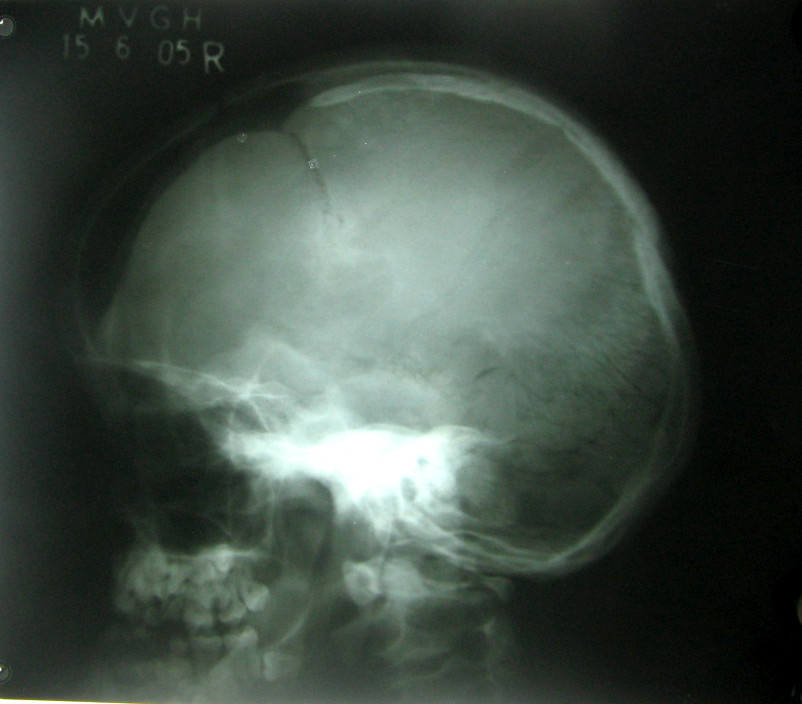
Otwarte szwy czaszki, duże przetrwałe ciemiączka, liczne kostki Worma i hipoplastyczne zatoki przynosowe u dorosłego pacjenta z CDD

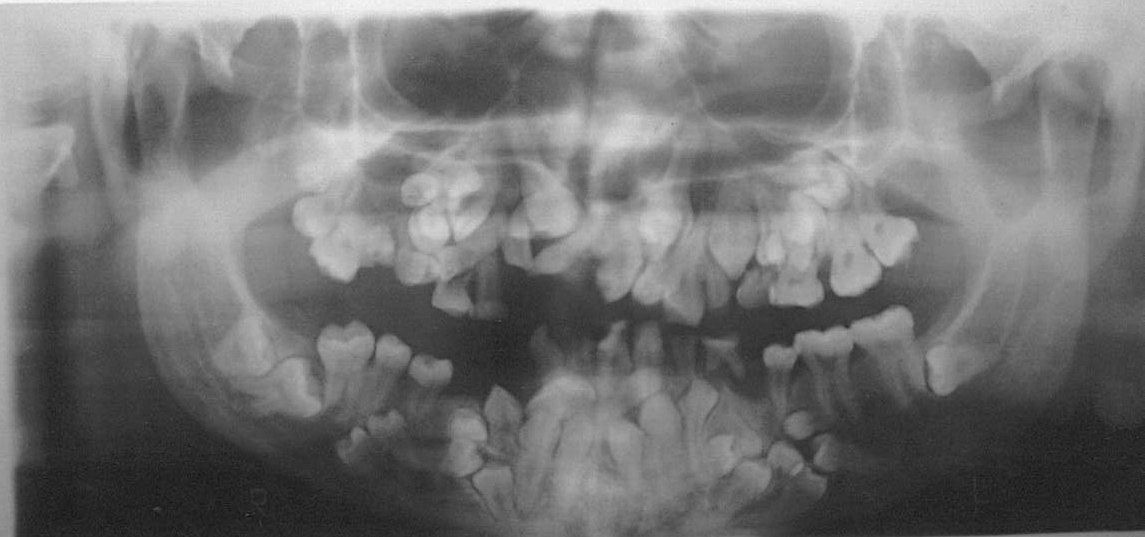
Pantomogram u pacjenta z CDD; widoczne liczne zęby nadliczbowe i hipoplazja zatok szczękowych

Dysplazja obojczykowo-czaszkowa (ang. cleidocranial dysplasia, CCD, choroba de P.Marie i Saintona) – rzadka choroba genetyczna dziedziczoną autosomalnie dominująco. Mutacja znajduje się na 6 chromosomie w obrębie genu RUNX2 odpowiedzialnego za powstawanie struktur kostnych.
W 1897 roku dwaj francuscy lekarze: Pierre Marie i R. Sainton po raz pierwszy dokładnie opisali ten zespół.
Nadali oni jej również nazwę dyzostozy obojczykowo-czaszkowej. W 1967 z powodu zmiany postrzegania przyczyn pojawiania się zaburzeń zmieniono nazwę na obecnie stosowaną. Czasami nazywano ją również zespołem Mariego-Saintona.

## Objawy
- niski wzrost
- brachycefalia
- wydatne guzy czołowe i (lub) ciemieniowe
- opóźnione zarastanie ciemiączek i zrastanie się szwów sklepienia czaszki
- liczne zęby nadliczbowe
- przetrwałe zęby mleczne i zatrzymane zęby stałe
- hipoplazja lub aplazja jednego bądź obydwu obojczyków
- nieprawidłowości budowy miednicy (głównie poszerzenie spojenia łonowego)

Inne rzadziej występujące cechy:
- szerokie rozstawienie oczodołów (hiperteloryzm oczny)
- rozszczep kręgosłupa
- nieprawidłowy przebieg krzywizny kręgosłupa
- biodro szpotawe bądź koślawe
- zaburzenia kostnienie kości śródręcza i śródstopia

## Epidemiologia
Zespół występuje z jednakową częstością u obu płci.